# Gabriela Sedláková
Gabriela Sedláková (ur. 2 marca 1968 w Topolczanach) – słowacka lekkoatletka specjalizująca się w biegach średniodystansowych. Największe sukcesy w karierze odniosła w barwach Czechosłowacji.

## Sukcesy sportowe
- czterokrotna mistrzyni Czechosłowacji w biegu na 800 m – 1987, 1988, 1989, 1991[1]
- trzykrotna halowa mistrzyni Czechosłowacji w biegu na 800 m – 1987, 1988, 1992[2]

| Rok  | Miasto       | Zawody                      | Konkurencja   | Wynik         |
| ---- | ------------ | --------------------------- | ------------- | ------------- |
| 1985 | Chociebuż    | mistrzostwa Europy juniorów | bieg na 800 m | złoty medal   |
| 1986 | Ateny        | mistrzostwa świata juniorów | bieg na 800 m | srebrny medal |
| 1987 | Indianapolis | halowe mistrzostwa świata   | bieg na 800 m | srebrny medal |

## Rekordy życiowe
- bieg na 400 m – 53,60 – Praga 19/08/1986
- bieg na 800 m – 1:58,37 – Berlin 21/08/1987
- bieg na 400 m (hala) – 55,28 – Bratysława 25/01/1986
- bieg na 800 m (hala) – 2:01,85 – Indianapolis 07/03/1987